# Leard Sadriu
 (novembre 2022).
Leard Sadriu, né le 22 avril 2001 à Ferizaj, est un footballeur international kosovar qui évolue au poste de défenseur central au FC Argeș Pitești.

## Biographie

### Carrière en club
Né à Ferizaj au Kosovo, qui est alors encore dans la Yougoslavie, Leard Sadriu est formé par le FC Ferizaj, avant de commencer sa carrière professionnelle en Macédoine, au FK Shkëndija en 2018,.

### Carrière en sélection
En mai 2022, Leard Sadriu est convoqué pour la première fois avec l'équipe nationale du Kosovo. Il honore sa première sélection le 16 novembre 2022, lors d'un match amical contre l'Arménie.